# Bandera de Jujuy
La bandera de la provincia de Jujuy, también conocida como la Bandera Nacional de Nuestra Libertad Civil, es la bandera utilizada como símbolo provincial desde el año 1994.

## Historia
La ciudad de San Salvador de Jujuy, en la República Argentina, es depositaria de una bandera concedida por el general Manuel Belgrano, su creador, quien entregó al pueblo jujeño el 25 de mayo de 1813 la llamada «Bandera Nacional de Nuestra Libertad Civil», en obsequio al honor y al valor demostrado por los combatientes en la batalla de Tucumán y la batalla de Salta. Posee 1,40 metros de alto x 0,90 de ancho, es blanca y en el centro está el escudo de la Asamblea del año XIII. Esta bandera fue izada por primera vez en Jujuy el 25 de mayo de 1813, con motivo de los actos organizados por el Cabildo para celebrar el tercer aniversario de la Revolución de Mayo.[cita requerida]
El emblema fue conservado durante muchos años en distintos lugares: el Cabildo, la Iglesia Matriz, la Legislatura, hasta que el 20 de abril de 1927 se inauguró el salón especialmente dedicado a su guarda y veneración. Con fecha 27 de marzo de 1967 el Comandante en Jefe del ejército resolvió designar al Regimiento de Infantería Mecanizado 3 «General Belgrano» como único custodio de la réplica de la Bandera que el Grl. Manuel Belgrano donara al Cabildo Capitular de Jujuy en 1813. En la actualidad esta réplica recibe los mismos honores que la Bandera Nacional de Guerra, en el mismo regimiento. Actualmente reposa en el Salón de la Bandera, en la Casa Rosada.[cita requerida]

## Descripción

Bandera de la provincia en su versión ceremonial.

La Ley provincial N.º 4816 del 29 de noviembre de 1994, sancionada por la Legislatura de Jujuy, dice lo siguiente:

ARTÍCULO 1º.- Adóptase a la "Bandera Nacional de Nuestra Libertad Civil", así denominada por el Cabildo de la ciudad de San Salvador de Jujuy en el acta respectiva del 25 de mayo de 1813 y que fuera entregada a éste y a su pueblo por el General Doctor Don Manuel Belgrano, como "Bandera de la Provincia de Jujuy".

ARTÍCULO 3º.- La Bandera Provincial se representará con un paño de color blanco que reproduzca exactamente al escudo que tiene pintado el pabellón donado por el General Don Manuel Belgrano.
No se admiten inscripciones en el palo ni flecos agregados a los contornos. Su largo tendrá la proporción 3 a 2 o bien 1 a 1 respecto de su ancho.

De acuerdo con la Ley Nº 5772, sancionada el 30 de mayo de 2013, la Legislatura de la Provincia de Jujuy reconoce como «Bandera Oficial de la Provincia de Jujuy a la Bandera Nacional de la Libertad Civil, creada por el General Manuel Belgrano». La misma ley, que derogó la anterior Ley N° 4816, señala respecto a su diseño:

ARTÍCULO 3.- DISEÑO:

1. La Bandera Nacional de la Libertad Civil se representará con un paño blanco que reproduzca exactamente al escudo que tiene pintado el pabellón legado por el General Don Manuel Belgrano y que se guarda en el “Salón de la Bandera” de la Casa de Gobierno de Jujuy.
2. Su diseño se ajustará a la imagen original, de acuerdo con las proporciones y colores que constan en los Anexos I y II de la presente Ley.

3. El escudo ocupará 8/10 del alto del paño, se bordará o imprimirá solo en el anverso y no se admitirán inscripciones, ni flecos agregados al contorno.

El 29 de abril de 2015, se sancionó la Ley Nacional 27.134 que reconoce a la Bandera Nacional de Nuestra Libertad Civil como Símbolo Patrio Histórico. En el artículo 2° de esta ley se estipula:

ARTÍCULO 2° — La imagen, las proporciones y los colores de la Bandera Nacional de la Libertad Civil, se ajustarán a las condiciones y especificaciones técnicas determinadas en los anexos I (uno) y II (dos) de la presente ley. El escudo ocupará ocho décimos (8/10) del alto del paño; se bordará o imprimirá, sólo en el anverso.

El material usado para confeccionar la bandera es tela de grosor de seda en paño de doble confección lisa o con costura, sin fleco alguno en su contorno ni emblemas.

## Bandera de la Libertad Civil.
- Escudo de la Provincia de Jujuy